# Medal im. Włodzimierza Kołosa
Medal im. Włodzimierza Kołosa (Kołos Medal)– wyróżnienie przyznawane przez Wydział Chemii Uniwersytetu Warszawskiego i Polskie Towarzystwo Chemiczne co dwa lata za wybitne osiągnięcia w dziedzinie eksperymentalnej lub teoretycznej chemii fizycznej. Przyznawany jest od 1998 roku. Ceremonia wręczenia medalu połączona jest z wykładem laureata, Kolos Lecture.
Medal odlany jest w brązie. Na awersie umieszczono portret Włodzimierza Kołosa i lata jego urodzenia oraz śmierci. Na rewersie umieszczony jest napisy „Societas Chimica Polonorum”, „Universitas Varsoviensis” oraz „Servire Veritatis Kołos Lectio Praemiumque” oraz nazwisko osoby, której przyznano medal. Laureaci otrzymują także nagrodę pieniężną o równowartości 2000 USD.

## Lista nagrodzonych
Lista laureatów medalu (stan na maj 2017):
- 1998: Roald Hoffmann
- 2000: Richard Bader(inne języki) (1931–2012)
- 2002: Paul von Ragué Schleyer(inne języki) (1930–2014)
- 2005: Jan Peter Toennies(inne języki)
- 2007: Jeremy Hutson(inne języki)
- 2009: Joachim Sauer
- 2011: Yuan Lee
- 2012: Philip Coppens
- 2015: Frédéric Merkt(inne języki)
- 2017: Walter Thiel